# Dryopteris scariosa
Dryopteris scariosa là một loài dương xỉ trong họ Dryopteridaceae. Loài này được Rosenst. mô tả khoa học đầu tiên năm 1906.
Danh pháp khoa học của loài này chưa được làm sáng tỏ. 